# Шаабан
Шаабан (араб. شعبان‎‎) — восьмий місяць мусульманського місячного календаря. У місяці 30 днів. Третій день шаабана вважається днем народження онука пророка Мухаммеда Хусейна, п'ятий — називається як одна з можливих дат народження другого онука — Хасана. Період з 13 по 15 шаабана називається «білими ночами (днями)», в деяких країнах у ці дні практикується піст. Вважається, що 15 шаабана — день зміни кібли від Єрусалиму до Мекки. Значення шаабану в ісламі підкреслюється додаванням до його назви епітету «шанований»
У доісламські часи шаабан — один з чотирьох священних місяців, бо за давньоаравійським календарем на нього припадало літнє сонцестояння. Значення шаабана в ісламі обумовлене мусульманською традицією і пов'язане з давньоаравійською релігійною практикою у дні, що передували сонцестоянню і йшли за ним. Очевидно, у ці дні, що сприймалися як завершення і початок нового річного циклу, — час поминання померлих у багатьох народів, практикувались обряди покути, зокрема піст, який був запозичений ісламом.
У середньовічному ісламі, одначе, з приводу допустимості особливих актів благочестя в шаабан відбувалася гостра полеміка, аналогічна суперечкам навколо релігійних практик у місяць раджаб. Існувала думка, підкріплена хадисами, що це — біда (недозволене нововведення). Одначе практика додаткового посту (та інших богоугодних справ) в шаабан набула поширення, а 15-те число шаабану, що особливо шанувалося в доісламській Аравії, стало в ісламі одним із найпопулярніших народних свят — лайлат аль-бараа («ніч створення», зазвичай перекладають, як «ніч звільнення», тобто прощення гріхів), яке, як і лайлат аль-Кадр, зберегло ознаки давнього новорічного святкування.
За народними мусульманськими віруваннями, у ніч з 14 на 15 шаабана починає трястися дерево життя, на листі якого написані імена усіх живих. Вважається, що люди, листки з іменами яких упадуть. Помруть впродовж року. У цю ніч Аллах опускається на «нижнє небо», щоб у відповідь на молитву пробачити віруючим їх гріхи.
В лайлат аль-бараа прийнято читати суру Я Сін. Особливі молитви промовляються за померлих і за прощення гріхів. У Індії та Пакистані роздають їжу бідним, їдять солодощі, влаштовують ілюмінацію.